# Laccophilus hyalinus
Laccophilus hyalinus es una especie de escarabajo del género Laccophilus, familia Dytiscidae. Fue descrita científicamente por De Geer en 1774.
Esta especie se encuentra en África, Europa y Asia del Norte (excepto China).